# Méthode syllabique

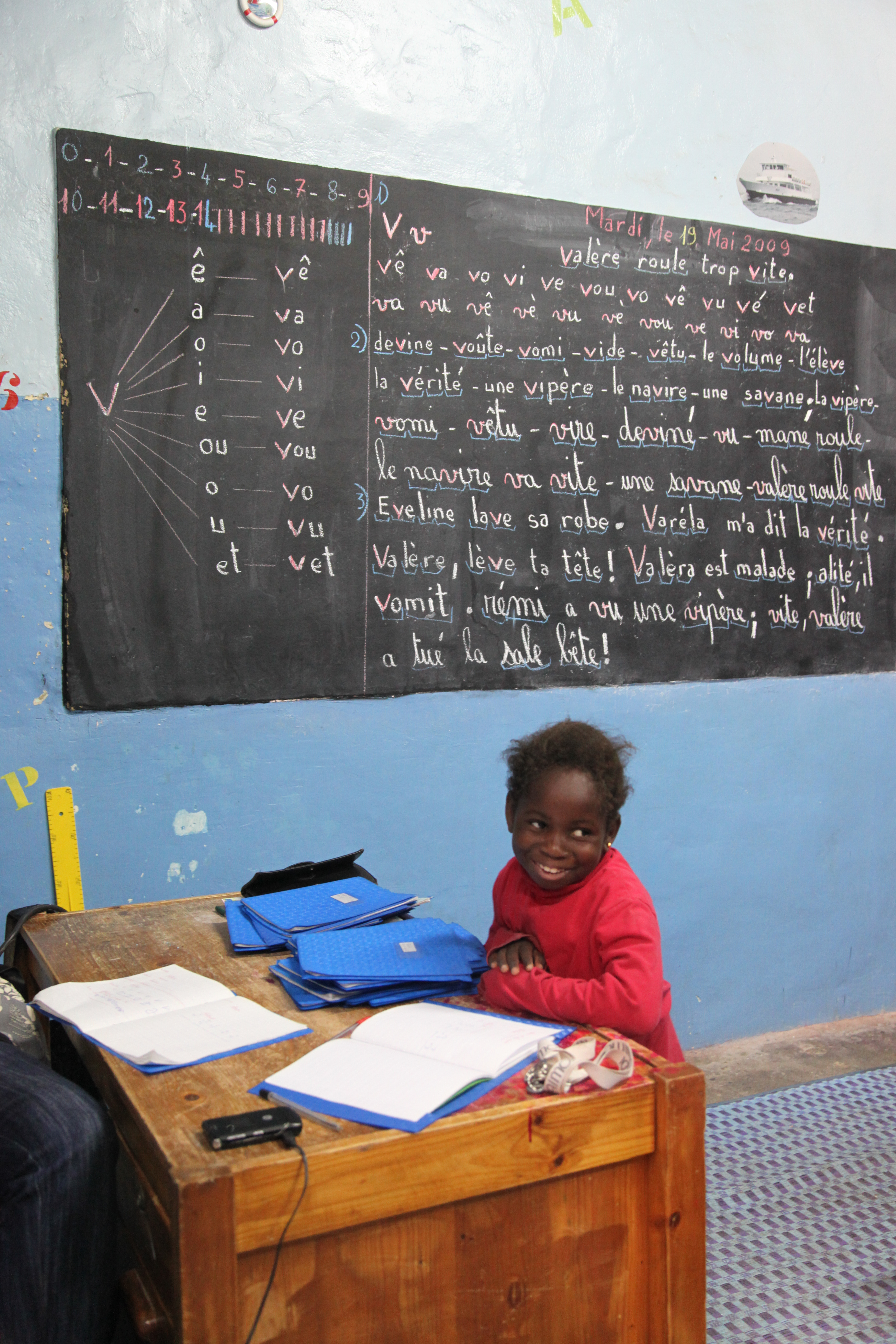
Utilisation de la méthode syllabique dans une école de Gorée - (Sénégal)

La méthode syllabique, couramment appelée « b.a. – ba », est une méthode d'apprentissage de la lecture consistant à identifier les lettres présentes dans un mot, afin de pouvoir les combiner en syllabes pour arriver à la formation d'un mot. Il s'agit d'un mécanisme associatif. Une fois que la relation entre le phonème – élément sonore distinctif du langage –  et le graphème – s, c, ss, sc, ç sont des graphèmes correspondant au phonème [s] –  est maîtrisée, l’enfant apprend à lire les assemblages de graphèmes sous forme de syllabes ou de mots. Les scientifiques préfèrent employer les termes « grapho-phonologique », « combinatoire », « décodage-encodage », « méthode synthétique », « méthode alphabétique » ou encore « méthode phonique » pour parler de cette méthode d’apprentissage de lecture. Dans les médias, elle est souvent opposée à la méthode globale proposée dans les années 1970 mais qui n'a dans les faits jamais été réellement appliquée par les enseignants.
La méthode Boscher  (utilisée depuis le début du XXe siècle) est de type alphabétique. La méthode Borel-Maisonny (utilisée depuis les années 1950 et régulièrement remise à jour) est également une approche syllabique, mais aussi phonétique et gestuelle, associant un geste à chaque son. La méthode du Sablier, apparue au Canada dans les années 1970 est aussi de ce type, dans lequel on peut également classer Au fil des mots. Actuellement, il existe de nombreuses méthodes comme Taoki et compagnie, Lecture Piano ou encore Je lis, j'écris, Lire avec Léo et Léa. La méthode des alphas qui a pour but d'apprendre à l'enfant à associer les sons et les lettres d'une manière ludique sans passer par des textes écrits, est généralement utilisée comme méthode d'entrée dans la lecture, avant l'emploi des méthodes précédentes. En France, cette dernière est ainsi couramment utilisée en moyenne et grande section de maternelle, ainsi qu'en début de CP.
La méthode syllabique consiste à décoder des signes écrits représentés par les lettres. Les élèves commencent d’abord par apprendre l’alphabet, puis ils associent les lettres entre elles afin de former des syllabes puis des mots. Les progrès des élèves sont mesurables en nombre de leçons étudiées. La complexité des mots (des graphèmes qui les composent) augmente au fil des leçons.

## Histoire
Déjà chez les Grecs et Latins, les bases de la méthode syllabique étaient utilisées. Leur méthode consistait à faire apprendre aux élèves l'alphabet, puis vérifier cet apprentissage avec une évaluation. Ensuite, les élèves devaient apprendre des syllabes simples, puis plus complexes, sur lesquelles ils étaient également évalués. Cette méthode était assez contraignante pour les élèves, comme pour les professeurs. 
La méthode syllabique a été mise au point par le pasteur Stuber en 1762. C'est une des premières méthodes de l'école moderne (XIXe siècle). Par la suite, d'autres méthodes sont apparues : globale, mixte, phonétique, libre, épellation… Avec la multiplication des méthodes, de nombreux débats concernant la supériorité entre celles-ci sont apparus.
Les années 1880 représentent un tournant dans l'éducation avec la mise en place de la méthode syllabique. En effet, il était nécessaire que les enfants soient de bons lecteurs capables de comprendre leur lecture, mais également qu'ils soient capables de transmettre leur nouvelle culture à leurs parents.

## Critiques et soutiens

### Efficacité comparée des méthodes globale ou semi-globale et de la méthode syllabique
Depuis les années 1920, la méthode syllabique et la méthode épellative étaient déjà au cœur de débats. Dans les années 1950, des manuels destinés aux enseignants essayaient d’opposer les méthodes entre elles. 
Une étude du National Reading Panel, menée en 1998-1999, qui prend en compte 38 enquêtes, affirme que l'enseignement par la méthode syllabique est plus efficace du point de vue du déchiffrage mais aussi de la compréhension, qualité habituellement attribuée à la méthode globale, en particulier dans les milieux défavorisés.
En 2007, le neuroscientifique Stanislas Dehaene, professeur au Collège de France, publie Les Neurones de la lecture où il affirme notamment que « l’inefficacité de la méthode globale d’enseignement est confirmée par l’expérimentation directe ». Il ajoute : « c’est l’imagerie cérébrale qui mit en évidence l’effet le plus spectaculaire : l’hémisphère droit s’activait pour la lecture globale, alors que l’attention portée aux lettres activait bien la région classique de la lecture, l’aire occipito-temporale ventrale gauche. Autrement dit, l’apprentissage par la méthode globale mobilisait un circuit inapproprié, diamétralement opposé à celui de la lecture experte. »

### Débats en France
Gilles de Robien a déclaré en 2005, quand il était ministre de l’Éducation nationale, qu'il fallait « abandonner une fois pour toutes la méthode globale ». Certains enseignants dénoncent cette mesure qu'ils estiment en contradiction avec la liberté de choix pédagogique d'une part, et d'autre part, le caractère démagogique de cette annonce, l'opposition globale/syllabique étant, pour eux, devenue stérile.
Selon un sondage de septembre 2006, 7 % des enseignants de CP déclarent utiliser une méthode purement syllabique, 76 % déclarent utiliser, en partie, une méthode purement syllabique, et 16 % déclarent ne pas utiliser une méthode purement syllabique (sans préciser s'il s'agit d'une méthode mixte, globale ou autre). 1 % ne se prononcent pas.
Le 26 avril 2018, Jean-Michel Blanquer, ministre de l’Éducation nationale, déclare dans une interview que « entre quelque chose qui ne marche pas – la méthode globale – et quelque chose qui fonctionne – la syllabique –, il ne peut y avoir de compromis mixte. Ce sujet ne relève pas de l'opinion, mais de faits démontrés par la recherche. C'est très clair ».